# Domperidon
Domperidon ist ein Arzneistoff, der zur Besserung von Symptomen wie Übelkeit und Erbrechen (Antiemetikum) angewendet wird. Für eine Anwendung in anderen Indikationen (z. B. Völlegefühl, Oberbauchschmerzen; variieren leicht in den verschiedenen EU-Mitgliedstaaten) sieht die europäische Arzneimittelagentur kein positives Nutzen-Risiko-Verhältnis.
Domperidon gehört zu den Dopamin-Rezeptor-Antagonisten.

## Chemie
Domperidon ist ein Piperidin-Derivat und verwandt mit Pimozid sowie den Butyrophenonen Benperidol und Droperidol, gehört also auch zur Klasse der Benzimidazolone.

## Wirkungsweise
Der Neurotransmitter Dopamin kann zentral Brechreiz und Übelkeit hervorrufen. Domperidon verhindert, dass Dopamin an den zugehörigen D2-Dopamin-Rezeptor binden kann, indem es diesen belegt und somit blockiert. Auch periphere Störungen der Magen-Darm-Motorik (Motilitätsstörungen) werden durch Domperidon behoben, der Wirkmechanismus ist ungeklärt. Zusätzlich wirkt Domperidon als Agonist an 5-HT4-Rezeptoren.
Da Domperidon im Gegensatz zu Metoclopramid die Blut-Hirn-Schranke kaum überwinden kann, hat es nahezu keinen Einfluss auf das zentrale Nervensystem. Deshalb fehlen dem Präparat parkinsonoide Nebenwirkungen wie Störungen der extrapyramidalen Motorik. Es wirkt lediglich peripher und auf die zirkumventrikulären Organe (Organe des Zentralen Nervensystems, die nicht durch die Blut-Hirn-Schranke geschützt sind; deshalb kann es z. B. auch beim Restless-Legs-Syndrom angewendet werden), zu denen auch die für „zentrales Erbrechen“ verantwortliche Region Area postrema gehört. An dieser wird durch Blockade der D2-Rezeptoren der Brechreiz vermindert.
Domperidon fördert peripher die Magenmotorik, was den antiemetischen (brechreizlindernden) Effekt noch verstärkt. Der Wirkmechanismus für die Beschleunigung der Magenentleerung ist unklar. Zunächst wurde sie einem Antagonismus an Dopaminrezeptoren im Gastrointestinaltrakt zugeschrieben. Deren Existenz konnte bisher jedoch nicht nachgewiesen werden, zudem bewirken andere D2-Antagonisten wie Haloperidol keine Beschleunigung der Magenentleerung.
Domperidon wird außerdem in Kombination mit zentralen Dopamin-Agonisten oder L-Dopa eingesetzt, um die peripheren Wirkungen dieser Medikamente zu minimieren und vor dopamininduziertem Erbrechen zu schützen.

## Nebenwirkungen und Anwendungsbeschränkungen
Eine relevante Nebenwirkung von Domperidon ist eine Erhöhung des Prolaktinspiegels, die zu nachlassender Libido, Menstruationsstörungen und Impotenz führen kann. Eine weitere Nebenwirkung besteht in einer verlängerten QT-Zeit am Herzen. Es besteht das Risiko einer ventrikulären Arrhythmie.
Die Überprüfung auf europäischer Ebene basierend auf neu gemeldeten Fällen von schwerwiegenden kardialen Nebenwirkungen ergab im Jahr 2014, dass die Einnahme von Domperidon mit einem gering erhöhten Risiko für schwerwiegende ventrikuläre Herzrhythmusstörungen, QTc-Verlängerung, Torsade-de-Pointes-Tachykardien, und plötzlichem Herztod assoziiert ist. Ein höheres Risiko wurde unter anderem bei Patienten, die älter als 60 Jahre sind, beobachtet. Die Anwendung von domperidonhaltigen Arzneimitteln wurde daraufhin weiter eingeschränkt hinsichtlich Dosierung (nicht über 30 mg täglich), Anwendungsdauer (möglichst nicht länger als eine Woche) und Indikationsstellung (kontraindiziert bei Patienten mit mäßigen bis schweren Leberfunktionsstörungen, mit bestehender Verlängerung des kardialen Reizleitungsintervalls, mit signifikanten Störungen im Elektrolythaushalt, bei bestehenden Herzerkrankungen; ebenso ist die gemeinsame Verabreichung von Domperidon mit QTc-verlängernden Arzneimitteln sowie die gemeinsame Verabreichung mit stark wirksamen CYP3A4-Inhibitoren kontraindiziert).

## Anwendung bei Tieren
Bei Hunden kann Domperidon außer zur Behandlung von Übelkeit und Erbrechen auch zur Behandlung der Leishmaniose eingesetzt werden. In einer Studie konnte mit einer einmonatigen Gabe eine klinische Verbesserung, eine Verbesserung der zellulären Immunität und bei vielen Tieren auch eine Verminderung der Antikörpertiter erzielt werden.

## Handelsnamen
Monopräparate
Domidon (D), Motilium (D, A, CH), Oroperidys (A), diverse Generika (D, A)